# Internet Systems Consortium
Internet Systems Consortium (ISC) é uma companhia estadunidense dedicada ao suporte à infraestrutura da Internet. O ISC é uma organização sem fins lucrativos que desenvolve e mantém softwares, protocolos e operações de suporte à Internet. 
O ISC é responsável por alguns dos softwares mais importantes para o funcionamento da Internet, como BIND, ISC-DHCP, INN, Network Time Protocol e OpenReg. O ISC também é conhecido por uma licença de software chamada de licença ISC, que é funcionalmente similar à licença MIT. O ISC também opera um servidor raiz de DNS (F-root) e mantém uma lista centralizada de moderadores para a rede Usenet.

## História
Inicialmente com o nome de Internet Software Consortium, o ISC foi fundado por Rick Adams e Paul Vixie, com recursos do provedor UUNET, para desenvolver e suportar algumas implementações de software para Internet. Em 2004 os projetos e o pessoal foram transferidos para uma nova companhia, o Internet Systems Consortium.

## Pesquisa de domínios da Internet
O ISC publica os resultados de uma pesquisa de domínios da Internet que conta o número de hosts da Internet, o "ISC Internet Domain Survey". Esta pesquisa é realizada desde o tempo em que havia apenas alguns hosts ligados à Internet. Os primeiros relatórios foram publicados em 1993. Esta pesquisa tenta encontrar todo e qualquer host da Internet através de uma busca completa nos servidores de DNS.